# 二人組
二人組（ふたりぐみ、ににんぐみ）とは、2人から成るグループを指す。人間が組織で活動する際の最小単位であり、様々な分野で見られる。会話ではふたりぐみ、事件報道では、しばしばににんぐみという読み方が用いられる。分野によっては、デュオ、コンビ、ペア、カップル、バディなどの呼び方も用いられる。

## 音楽

### 実演
音楽の上演においては、楽器（声楽を含む）分担の最小単位として二人組という構成が採られる。デュエット（二重唱または二重奏）を行う二人組はデュオ（duo）とも呼ばれる。
クラシック音楽においては、2本の弦楽器を用いる二重奏の楽曲がしばしば見られる。またオペラでは、2人の登場人物の会話などを表現するために二重唱がしばしば用いられる。

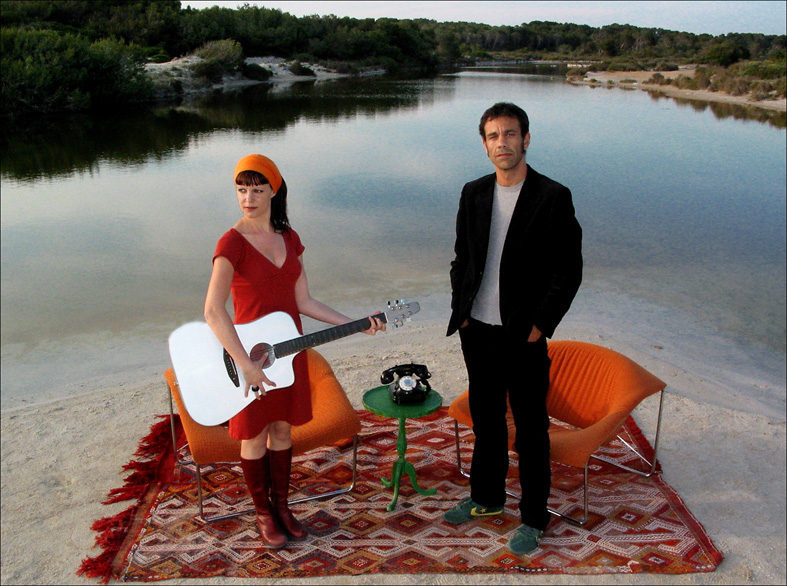
Vacabou

ポピュラー音楽の二重唱においては、二人組の構成を継続することが多いが、特定の講演期間あるいは楽曲発表時にのみ二人組を構成する場合もある。また、どちらか一方が楽器（ギターやピアノなど）を演奏しながら二重唱を行う（サイモン&ガーファンクルやチェリッシュなど）という演奏形態も見られる。
このほか、1人が演奏のみを担当し、もう1人が独唱をする形態の二人組も見られる。
20世紀中盤以降のポピュラー音楽においては、主要メンバーが二人組で、他の人（サポートメンバー、スタジオミュージシャン、ゲストミュージシャンなど）を加えて多様な楽器を用いた楽曲を演奏することが多い。（access、B'z、ドリームズ・カム・トゥルーなど）。

### 制作
ミュージカルやポピュラー音楽の制作においては、作詞と作曲を分担する二人組がしばしば継続的に活動することがある。よく知られた例としては、アメリカのミュージカル分野で活躍したロジャース&ハマースタイン、夫婦で活動する阿木燿子・宇崎竜童や、来生えつこ・来生たかお姉弟などが挙げられる。

## コメディアン

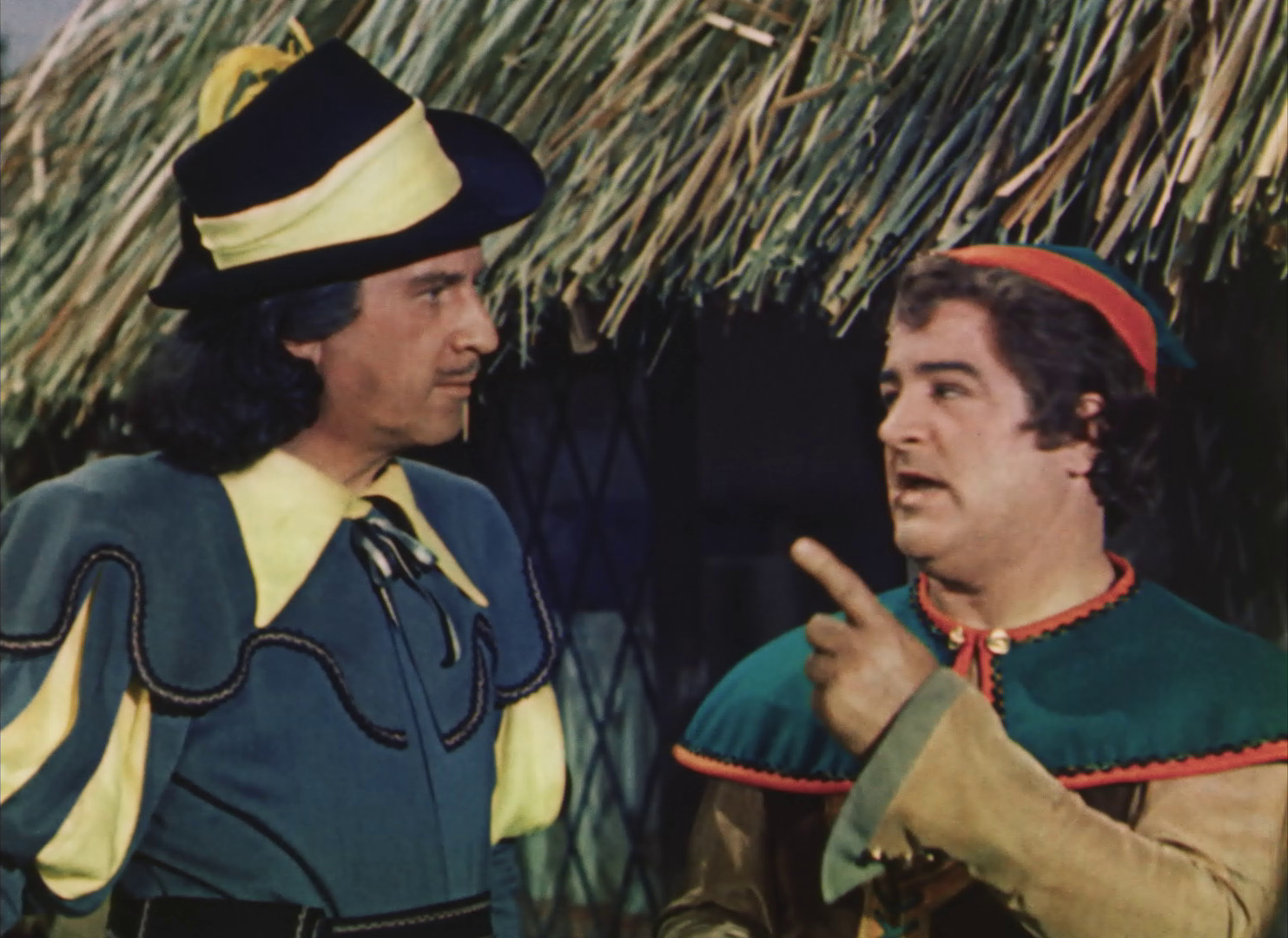
アボットとコステロ

2人でコンビを組んで活動するコメディアンは数多く存在する。相反する性質の対比で笑いを誘うケースが多い。
世界的によく知られたコンビは、その多くがアメリカのコメディ映画に出演したものである。1940年代にはアボットとコステロが、また1950年代には底抜けコンビ（ディーン・マーティンとジェリー・ルイス）が、それぞれ舞台からテレビなどのマスメディアに出演し、名声を得た。1970年代にはジョン・ベルーシとダン・エイクロイドがテレビ番組サタデー・ナイト・ライブ内のスケッチでブルース・ブラザーズと呼ばれるコンビ（実際には他の楽器を含むバンド構成）を結成し、これを元に同名の映画『ブルース・ブラザース』も制作された。

### 漫才

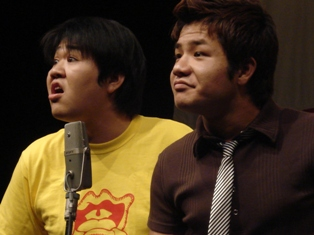
しゃもじ

日本では、俗にボケ・ツッコミと呼ばれる2人のお笑いタレントによってコンビを構成する漫才が一般的である。海外ではコメディアンの2人組がデュオと呼ばれることもあるが、日本ではコンビ（英: Combinationの略）という呼称が浸透した。
日本の漫才に分類される二人組については、漫才師一覧を参照。

## 映画
主人公が二人組で活躍する映画やドラマ等のジャンルは、しばしばバディムービー(Buddy film)と呼ばれている。狭義のバディムービーは男性の二人組に限定されるが、しばしば女性同士あるいは男女の二人組も含むように広く解釈される（たとえば『X-ファイル』シリーズなど）。
特によく知られたバディムービーとしては、アメリカの『リーサル・ウェポン』シリーズ、フランスの『TAXi』シリーズが挙げられる。日本でも『あぶない刑事』や『相棒』などがテレビドラマの好評に伴って映画化された。

## スポーツ

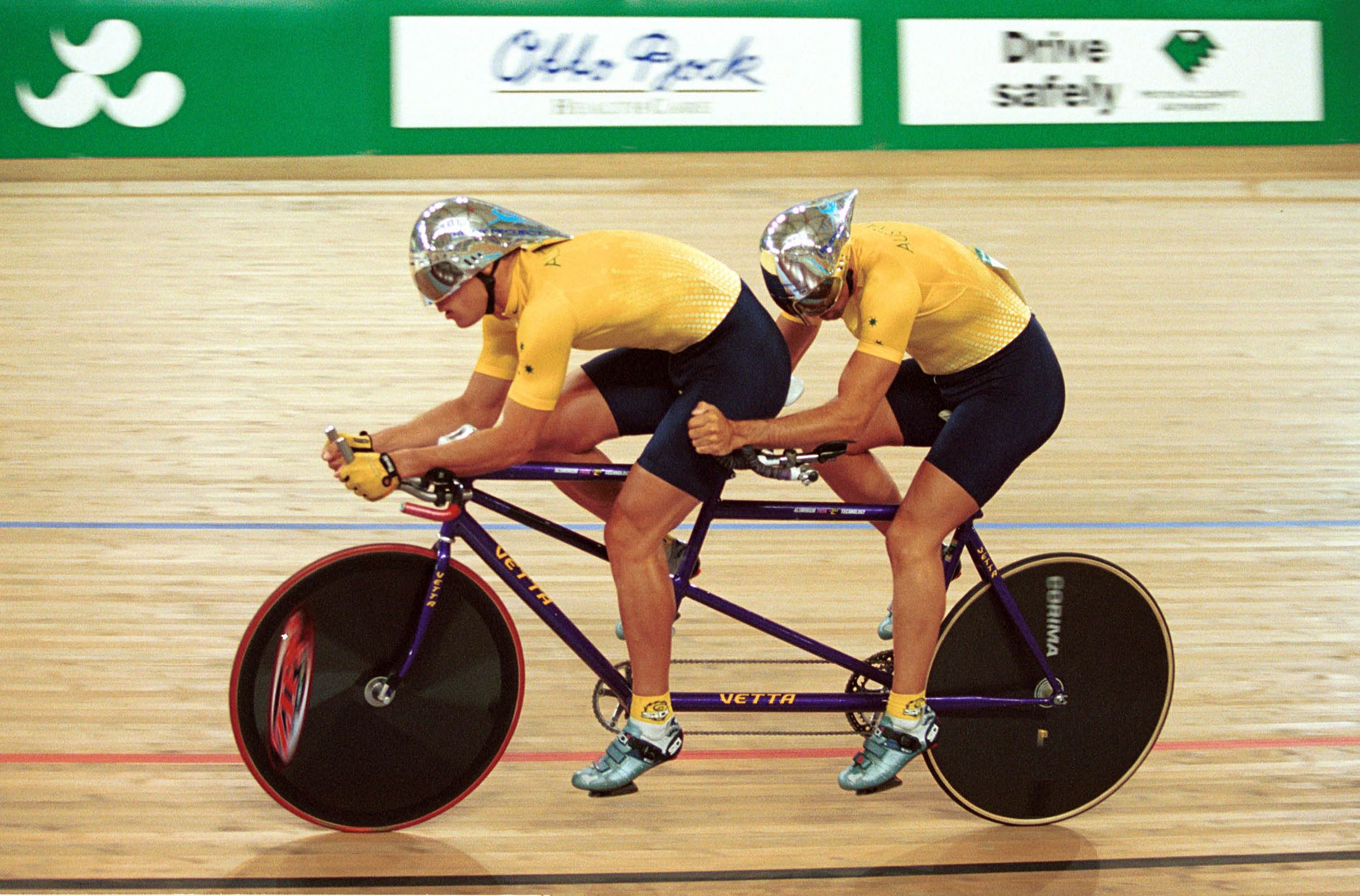
パラサイクリング

スポーツにおいても、団体競技の最も小さな単位として二人組同士の対抗試合が行われる。その種目は多岐にわたっており、また二人組による対抗方式には多くの場合独自の種目名称が付加される。二人組対抗方式を含む競技には、以下のようなものがある（括弧内は二人組競技の名称）。
- フィギュアスケート（男女ペア、アイスダンス）
- テニス（男子ダブルス、女子ダブルス、混合ダブルス）
- バドミントン（男子ダブルス、女子ダブルス、混合ダブルス）
- 卓球（男子ダブルス、女子ダブルス、混合ダブルス）
- ボブスレー（2人乗り）
- リュージュ（混合2人乗り）
- ビーチバレー-二人組のみの競技
- アーティスティックスイミング（デュエット）
- ボート（ペア、ダブルスカル）
- プロレスリング（タッグチーム）

## その他の芸術活動

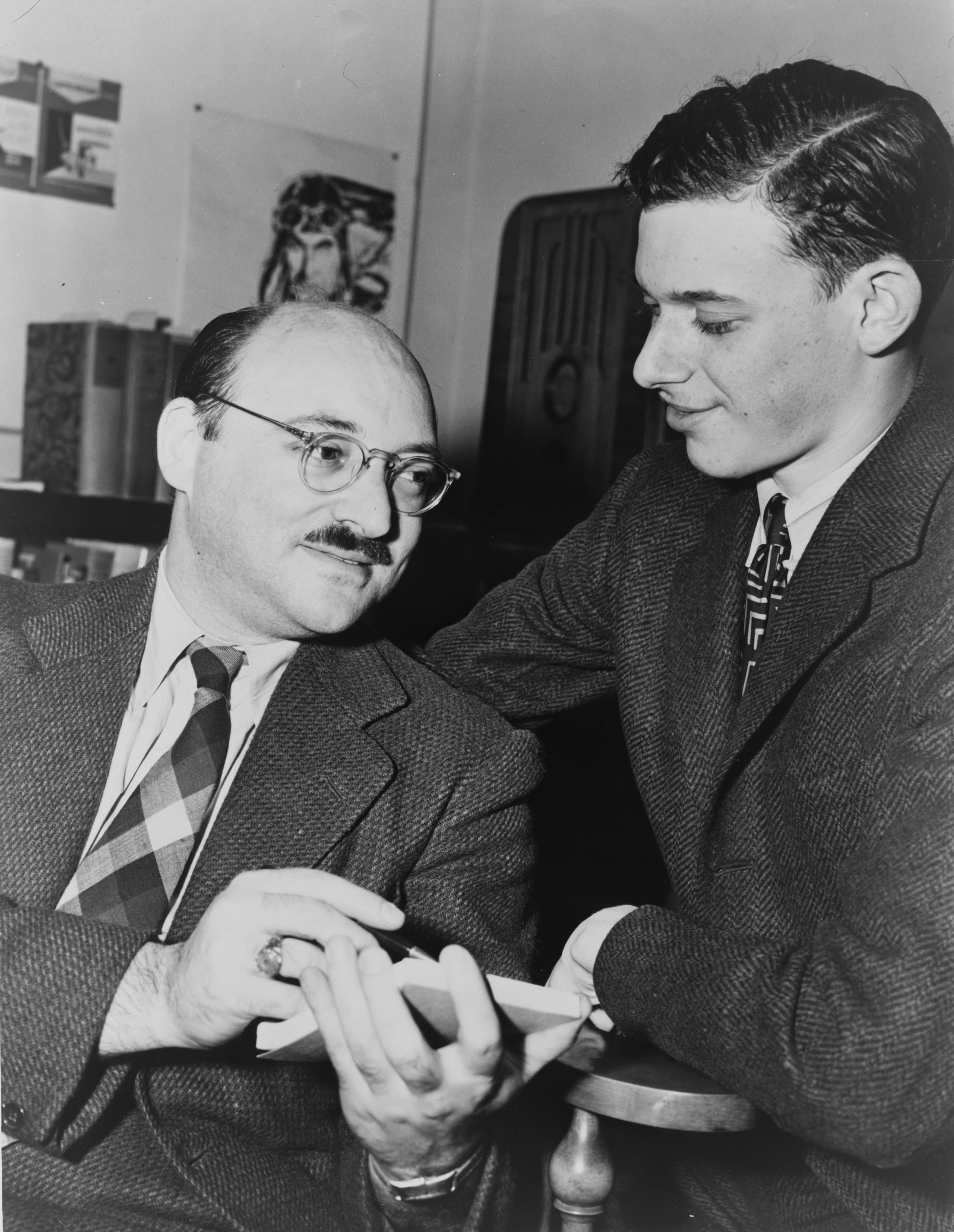
エラリー・クイーン

音楽以外の芸術創作の分野においても、継続的に二人組で共同作業を行う例がしばしば見られる。またその場合、しばしば著作者名として共有筆名を用いることがある。Category:共有筆名も参照。
文学の分野では、古くはヤーコプとヴィルヘルムのグリム兄弟が共同でグリム童話やドイツ語辞典などを編纂した（グリム童話に関しては、挿絵を書いた末弟のルートヴィヒも著者に含まれることがある）。アメリカの著名な推理作家エラリー・クイーンは、フレデリック・ダネイとマンフレッド・B・リーの共有筆名である。
漫画の分野では、特に日本の藤子不二雄が藤本弘と安孫子素雄の共有筆名として著名であるが、実際に共同で漫画を制作したのは経歴のごく初期の頃である。夫婦での継続的な共同製作では新谷かおる・佐伯かよのや弘兼憲史・柴門ふみなどが有名である。共有筆名で活動するきょうだいとしては室山まゆみや前田理想などがあげられる。
アニメの分野では日本の脚本プロダクション・スタジオオルフェ所属スタッフの黒田洋介（現取締役）・倉田英之両人による「地獄組」（現在は解散）や福田己津央・両澤千晶夫妻のような例がある。
映画の分野では、アメリカのコーエン兄弟やウォシャウスキー姉妹が継続的な共同製作を行い、成功を収めている。

## その他
犯罪史においては、共同で凶悪犯罪を繰り返したボニーとクライドなどが知られている。
また、最近ではスパイ（諜報活動）ネタも取り込んだ「特命刑事」をメインテーマとするスーパー戦隊シリーズ第36作『特命戦隊ゴーバスターズ』や、複数のアニメ制作会社が特撮ないし実写作品に制作参画した異例のケースでもある『ケータイ捜査官7』では「可変機構を有する機械がバディ（相棒）」等という設定を採用していることでも注目を集めている。